# 法爾曼冰川
77°47′S 160°16′E / 77.783°S 160.267°E
法爾曼冰川（英語：Fireman Glacier），是南極洲的冰川，位於維多利亞地的斯科特海岸，處於夸特梅因山脈西部，以史密松天體物理台的物理學家命名，現時由南極條約體系管理。